# Pergamino (ciudad)
Pergamino es una ciudad del norte de la provincia de Buenos Aires y es la cabecera del partido homónimo. Por ser una ciudad con gran pujanza y ser el polo textil de Argentina, fue apodada en el siglo XX como “la perla del norte”. Se encuentra conectada por autopista y a 220 km de la Ciudad Autónoma de Buenos Aires, a 110 km de la ciudad de Rosario, a 74 km del puerto de San Nicolás de los Arroyos y a 276 km de la ciudad de La Plata, la capital provincial.
Se encuentra a 30 km del límite con la provincia de Santa Fe, razón por la cual los pueblos y ciudades del sur santafesino poseen fuertes lazos comerciales con esta Ciudad.
La ciudad es sede del Departamento Judicial de Pergamino, uno de los 18 departamentos judiciales de la provincia. El Instituto Nacional de Enfermedades Virales Humanas "Dr. Julio I. Maiztegui" (INEVH) es un importante centro de investigación establecido en esta ciudad. El Centro Regional Buenos Aires Norte del Instituto Nacional de Tecnología Agropecuaria (INTA) tiene cabecera en Pergamino y cubre 44 partidos de la provincia, incluyendo la operación de un importante radar meteorológico. La Universidad Católica Argentina y la Universidad Nacional del Noroeste de la Provincia de Buenos Aires tienen sedes en Pergamino. 
Se sitúa en una de las zonas agropecuarias más ricas del país. Buena parte de sus tierras, como las de la región, se encuentran entre las más cotizadas de Argentina. Pergamino se encuentra en uno de los vértices del «triángulo agrario», con las ciudades de Rosario y de Venado Tuerto. También concentra un complejo semillero, confeccionista, y agroindustrial.
Es cruce de cuatro importantes rutas: RN 8, RN 188, RN 178 (tiene su "km 0" en Pergamino) y RP 32. Atraviesan la ciudad dos ferrocarriles: el General Belgrano (trocha angosta) y el Nuevo Central Argentino, NCA (Mitre) (trocha ancha). El Aeródromo Provincial de Pergamino posee una pista de hormigón de 1430 m y se ubica sobre el "km 232" de la RN 8.
En 1997 fue declarada «Capital Nacional de la Semilla» debido a su importante rol en esta actividad económica.

## Historia

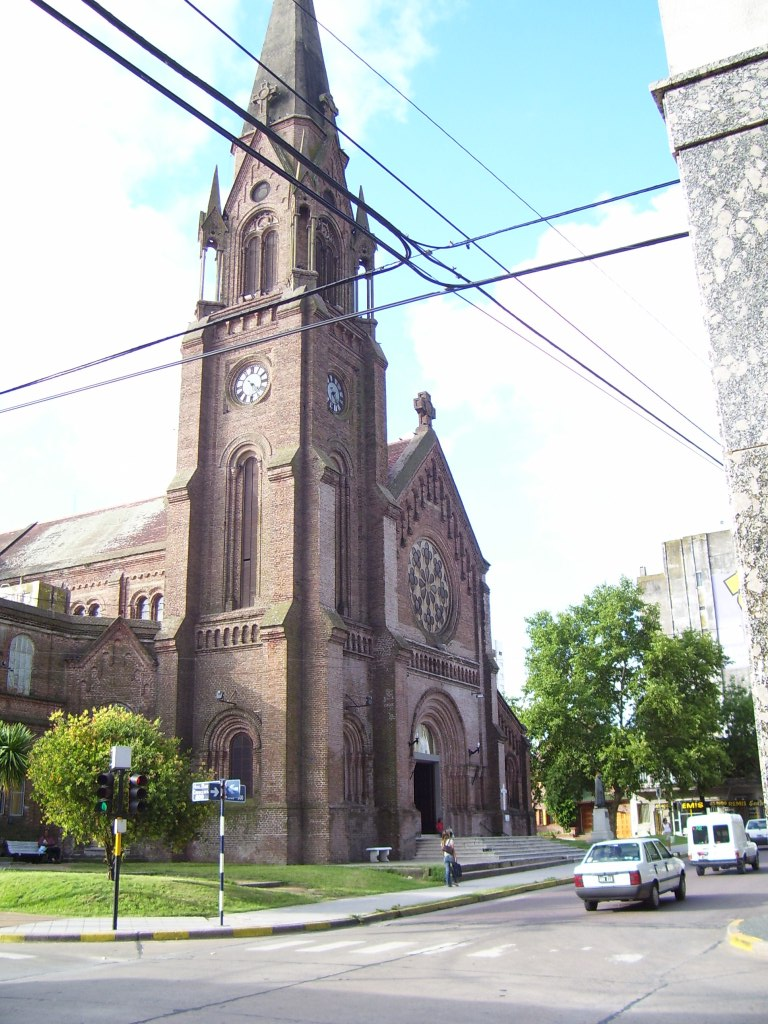
Iglesia de la Merced en Pergamino, de estilo neogótico.

Pergamino es una ciudad que surgió sin acta de fundación ni documento baptismal que precise su génesis. El documento más antiguo encontrado hasta el momento que hace referencia a La Dormida del Pergamino es un acta del Cabildo de 1626. Pero el nacimiento de La Dormida debió producirse entre los años 1586 a 1600, cuando se intensificó el tráfico entre Buenos Aires y el Alto Perú. La importancia que adquirió este lugar se debió principalmente al hecho de que desde aquí partían tres rutas: a Buenos Aires, a Córdoba y Tucumán y a Cuyo (Mendoza y San Juan). Al principio la Dormida fue un posta en donde descansaban los viajeros, las carretas y el ganado.
El 23 de octubre de 1895 (129 años), Pergamino fue declarada ciudad por ley del Senado y de la Cámara de Diputados de la provincia de Buenos Aires. Por esta ley se confiere el título de ciudad a los pueblos de Azul, Bahía Blanca, Pergamino, Barracas al Sud y Tandil. Al momento de la declaración de ciudad, ocupaba el cargo de intendente Vicente B. Biscayart y el Concejo Deliberante estaba compuesto por catorce concejales.
En 1895 Pergamino contaba con tres hoteles, veintidós almacenes, diez tiendas, cinco cocherías, tres oficinas de acopiadores de frutos, siete cervecerías, cuatro carpinterías y aserraderos, siete panaderías, un molino a vapor y un molino de harina, dos barracas, tres hornos de ladrillos, dos fiambrerías, tres carbonerías, una tintorería, cuatro agencias y comisiones, una agencia de diarios y librería, cinco casas de remate, dos empresas de construcción, dos peluquerías, una fábrica de sombreros, una fábrica de jabón y de velas, dos sastrerías, dos casas de fotografía, una armería, entre otras cosas.
El 31 de enero de 2022, la ciudad celebró el 114 aniversario del natalicio del cantautor, guitarrista, poeta y escritor argentino Atahualpa Yupanqui. Héctor Roberto Chavero Aramburu, el nombre de origen del autor de obras clásicas del folklore argentino tales como El arriero, La arribeña, Luna Tucumana, Cerro Colorado, Caminito del indio y Los ejes de mi carreta, nació un 31 de enero de 1908 en la localidad de Campo Cruz, Pergamino, Provincia de Buenos.

## Historia del fuerte
El documento más antiguo conocido hasta el momento sobre la existencia del Fuerte del Pergamino data de 1749, año en que el sacerdote jesuita Florián Paucke (o Baucke) pasó por este lugar, y dejó una descripción pormenorizada del fuerte.
El segundo fuerte fue descripto por Calixto Bustamante (Concolorcorvo) en 1771. Recién en 1776 bajo el mando del comandante Alonso Quesada se construye el Fuerte de ladrillos. La función era defender contra los indios la zona sudoeste del dilatado "Pago de los Arroyos".

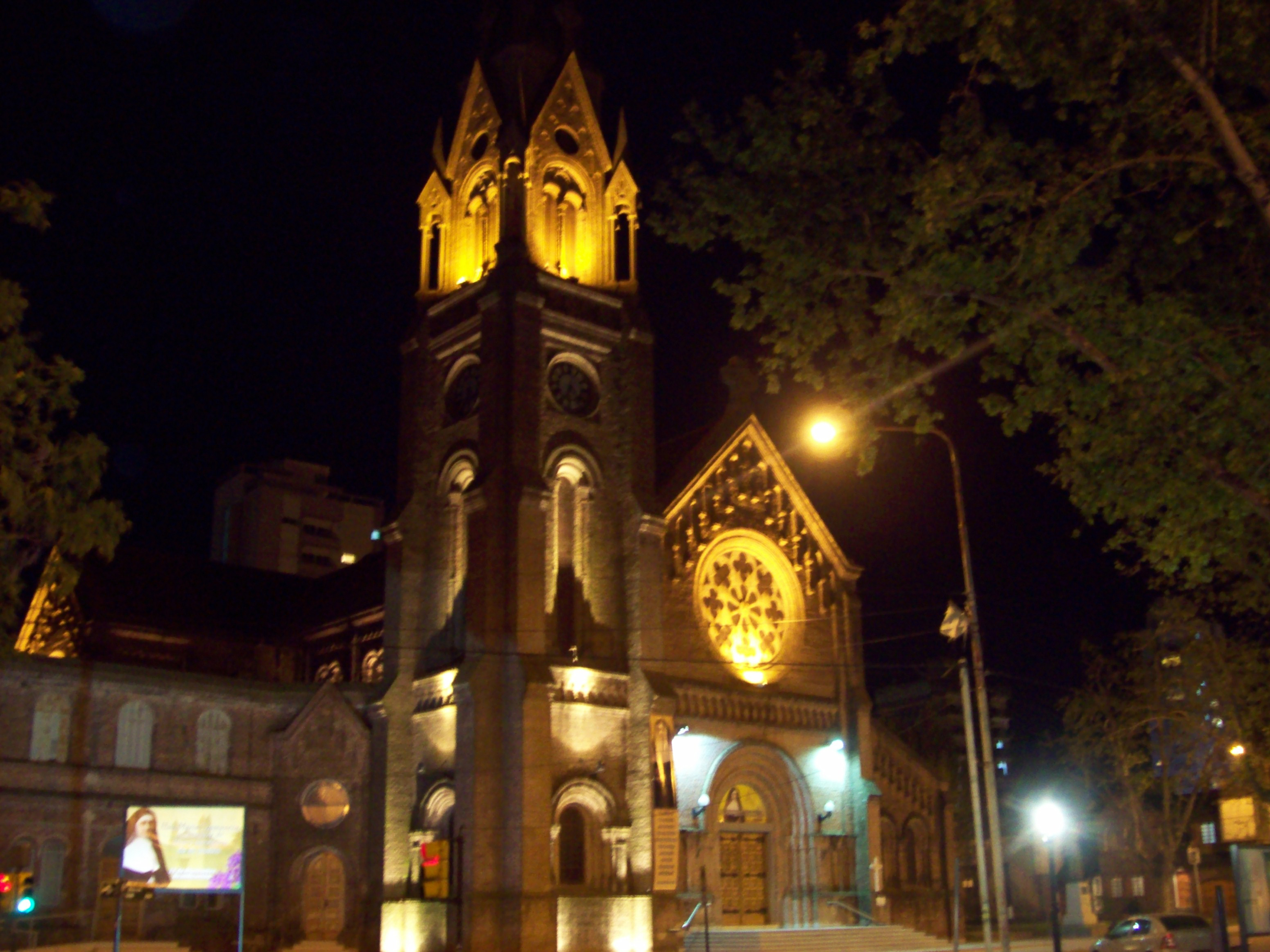
Iluminación del templo Parroquial Nuestra Señora de la Merced.

## Primeras escuelas
El documento más antiguo que hace referencia a la educación pública en Pergamino data de 1828. En ese año se instala en la pequeña aldea que era Pergamino, la primera escuela pública que tuvo como preceptor a Pedro Fernández, un ex profesor de latinidad del colegio San Carlos entre 1793 y 1805. Esta escuela fue cerrada en 1838.
Luego de la batalla de Caseros comenzó un nuevo intento de organización escolar y la apertura de escuelas en el interior del país. El 29 de abril de 1854, Narciso Languazo fue nombrado maestro. El 15 de mayo de 1854, quedó reiniciada la actividad escolar. Al comienzo los gastos eran cubiertos por los vecinos como también el sueldo del maestro hasta que el Estado comenzó a hacerse cargo de los gastos.
En 1872, Pergamino se encontraba entre los pueblos privilegiados de la campaña, contaba con cuatro escuelas, dos escuelas públicas (una de varones y otra de niñas) y dos escuelas particulares (una de varones y otra de niñas). El Departamento General de Escuelas aportaba el dinero para el pago de alquileres de las casas donde funcionaban; el municipio destinaba fondos para el funcionamiento. En 1873 se construye el primer edificio para una escuela pública.

## Toponimia

### Teorías sobre el topónimo Pergamino

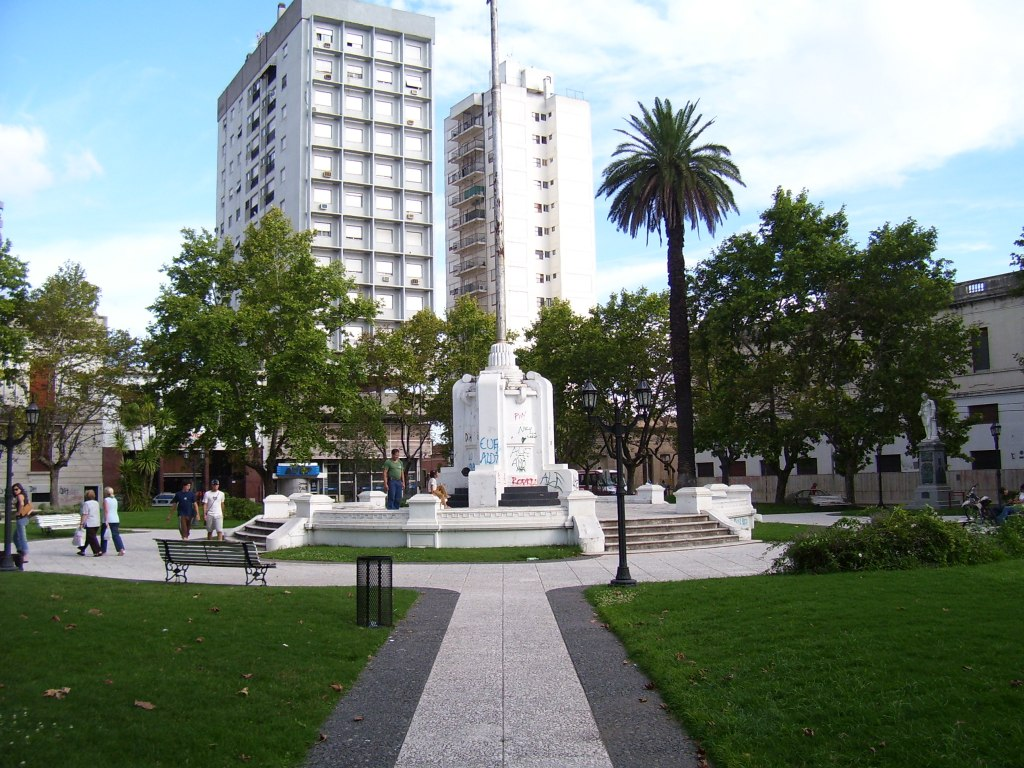
Plaza Merced.

A través del tiempo se han arriesgado varias hipótesis. Entre las más populares se encuentra la leyenda de tradición oral, a la que dio forma el Dr. Pastor Obligado, y que dice: «El origen del nombre proviene de haberse hallado en la costa del arroyo unos rollos de pergamino y unos libros forrados en pergamino...».
Eliseo Tello en su libro Toponimia indígena bonaerense, señala: «No es extraño que voces indígenas se hayan españolizado y que la voz perca (‘herrumbre’) y minú (‘abajo’) se hayan convertido en Pergamino.

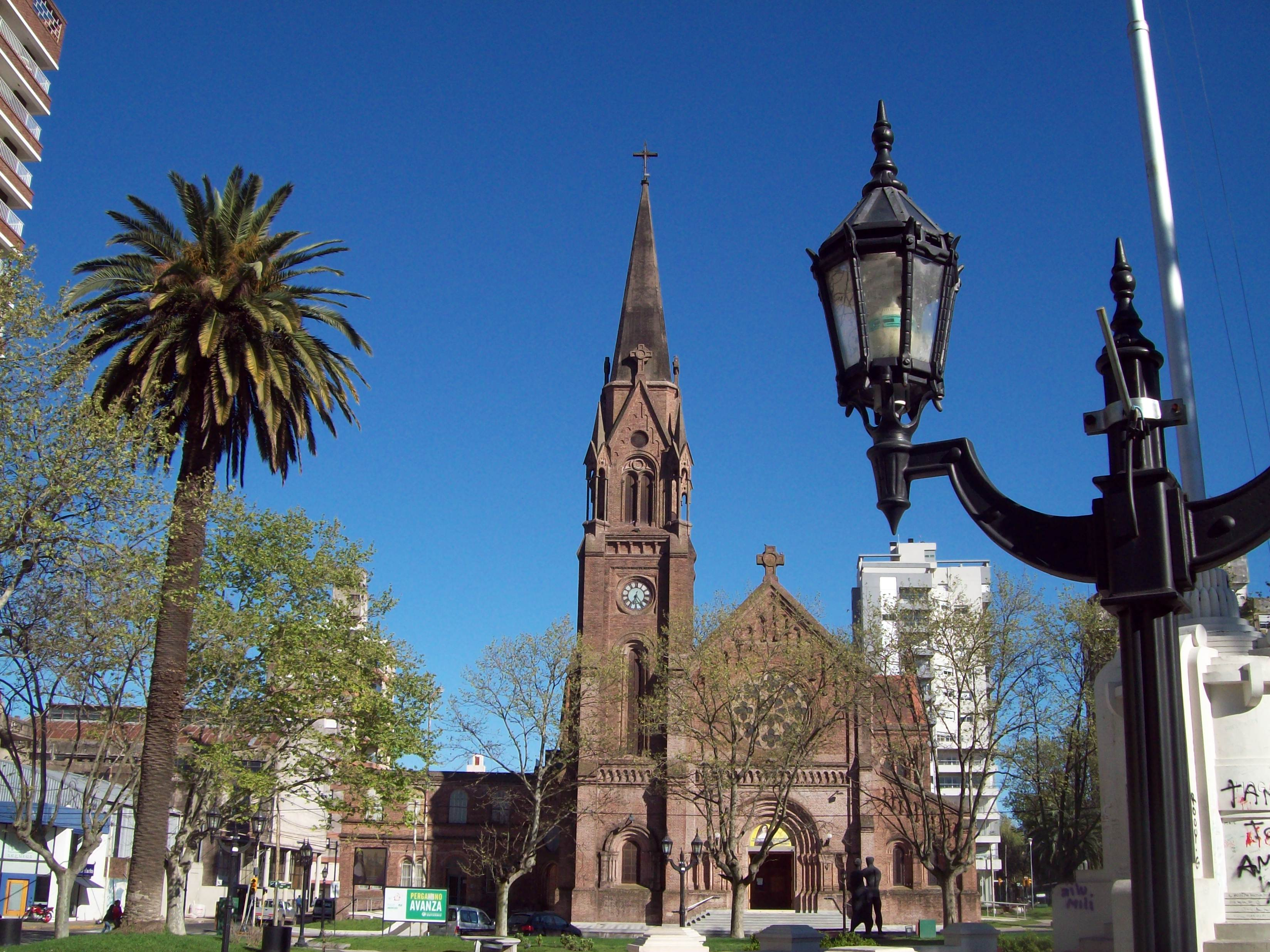
En el Centro de Pergamino se destaca la Iglesia La Merced frente a la Plaza.

El escritor y periodista Juan José de Soiza Reilly sostiene que el nombre se debe a que los hijos del pulpero encontraron unos pergaminos en los que, su supuesta escritura borrosa «develaría la donación de alguna herencia o quizá la revelación de algún escondrijo de monedas de oro».
Dice Soiza Reilly: «La noticia cundió por las calles de Santa María de los Buenos Aires. Llegaron eruditos a estudiar estas escrituras, que no revelaban el legado de ninguna fortuna, sino que era un legado de consejos morales que un antepasado del Viejo Viscacha dejaba al mundo». Debido a que la pulpería carecía de nombre que la distinguiera, los viajeros comenzaron a llamarla la Pulpería del Pergamino.
El sacerdote Guillermo Furlong sostuvo una hipótesis muy parecida, también sin pruebas.
Julián de la Peña afirma que existía «un cacique indígena Bagual o Mbagual, que habitaba las inmediaciones de la frontera de Buenos Aires y Tucumán y en razón de sus múltiples servicios diósele tantas mercedes y quizá alguna de ellas en la misma Dormida, en cuyas inmediaciones habitaba, lo que no es difícil fuera extendida en un pergamino y que a raíz de esto, quedara la denominación «Dormida de Pergamino». Tampoco existe prueba alguna que confirme esta hipótesis.
En los años setenta se trató de imponer la versión que afirmaba que en toda esta amplia zona fue donde por primera vez se utilizaron los cueros para pergaminos, y que esto habría traído como consecuencia el nombre de «Dormida del Pergamino».

## Demografía

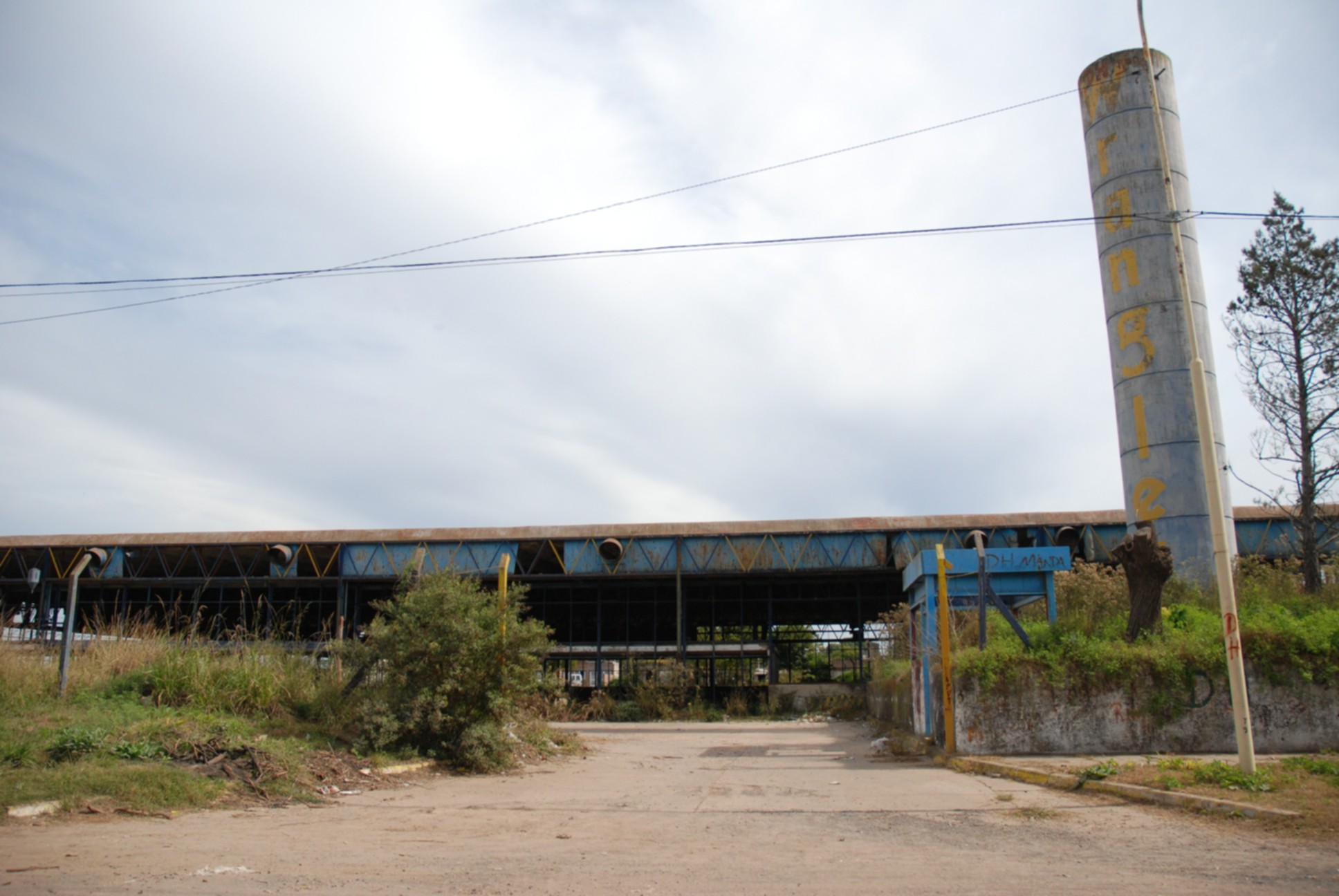
Ex planta industrial de Wrangler, abandonada a mediados de la década de 1990.

El CENSO 2022 Archivado el 24 de junio de 2017 en Wayback Machine. —el más actual— indica que el partido de Pergamino cuenta con 114.052 de habitantes.
En la década de 1980 Pergamino ostentaba un gran crecimiento industrial de la mano de las fábricas de máquinas herramientas y de indumentaria, sumado a la producción agropecuaria en una de las zonas agrícolas más fértiles del mundo. Pero las reformas neoliberales durante la década de 1990 provocaron que el agro y la industria se quedara sin competitividad. Grandes empresas como Wrangler (que llegó a tener 600 empleados) cerraron o abandonaron la ciudad.
La crisis de 2001 dio el golpe de gracia, dejando a la ciudad con gran cantidad de desempleados. Los indicadores del partido de Pergamino mostraban un 10,0 % de la población con necesidades básicas insatisfechas (NBI) y un 1,77 % de analfabetismo.
A partir del boom agropecuario del siglo XXI, especialmente por el crecimiento del valor de la soja, toda la región registró un vertiginoso crecimiento económico. Pergamino volvió a la vida, sus calles se llenaron nuevamente de gente y la recaudación impositiva creció. Sin embargo, esto ha provocado también la migración desde el norte del país, aumentando el número de pobres estructurales como no se tenía registro anteriormente, estableciéndose en algunas zonas marginales como el barrio Hernández, y en algunos edificios abandonados como la exfábrica de Wrangler.
| Gráfica de evolución demográfica de Pergamino entre 1749 y 2010           |
|                                                                           |
| Fuente: Elaborado a partir de datos de INDEC y Plan Estratégico Pergamino |

## Barrios

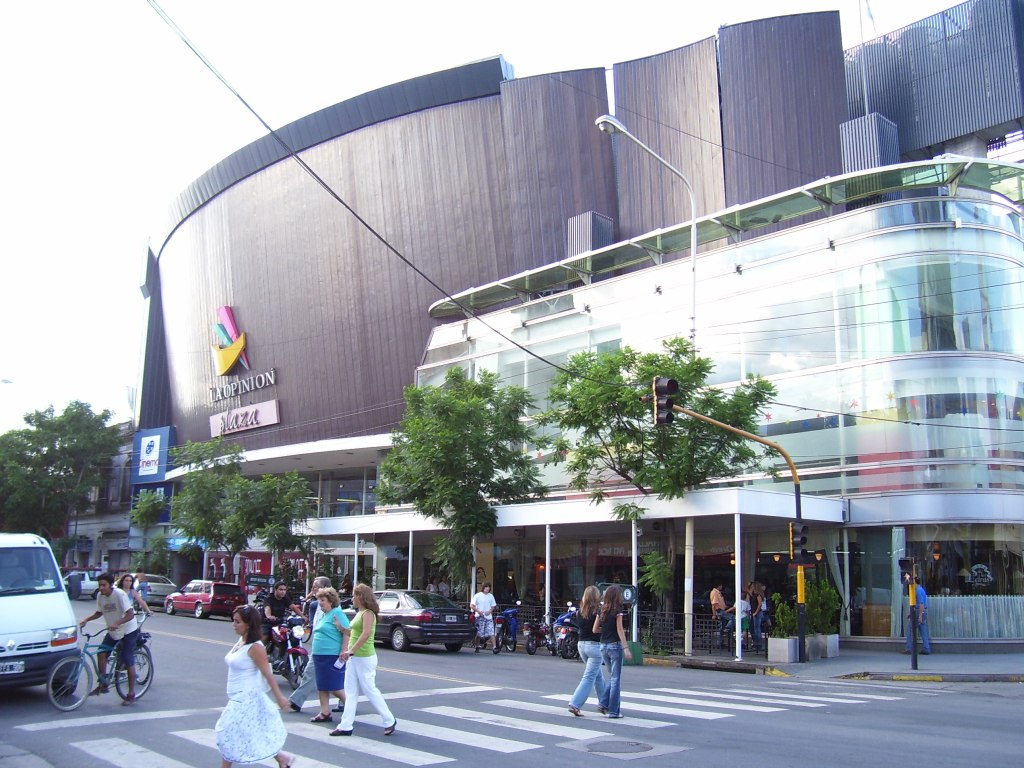
Complejo La Opinión Plaza, en Avenida de Mayo y San Nicolás.

La ciudad de Pergamino cuenta con 45 barrios.
- Acevedo
- Aeroclub
- Ameghino
- Atahualpa Yupanqui
- Belgrano
- Campos del Sur
- Centenario
- Centro
- Champagnat
- Cueto
- Desiderio de la Fuente
- 12 de octubre
- Jorge Newbery
- José Hernández
- Kennedy
- La Guarida
- La Amalia
- La Rural
- Los Pinos
- Luar Kayad
- Maiztegui
- Malvinas
- María Crescencia
- Mariano Moreno
- Martín Illia
- Martín M. de Güemes
- 9 de julio
- Otero
- Parque Industrial
- Quinta Mastrángelo
- René Favaloro
- San Martín
- Santa Inés
- Santa Julia
- San Vicente de Paúl
- Scalabrini
- Trocha
- 25 de mayo
- 27 de noviembre
- Viajantes
- Vicente López
- Villa Alicia
- Villa Fernández
- Villa Progreso
- Villa San José
- Virgen de Itatí

Barrios de Pergamino

- Además, varios barrios cerrados de carácter privado.

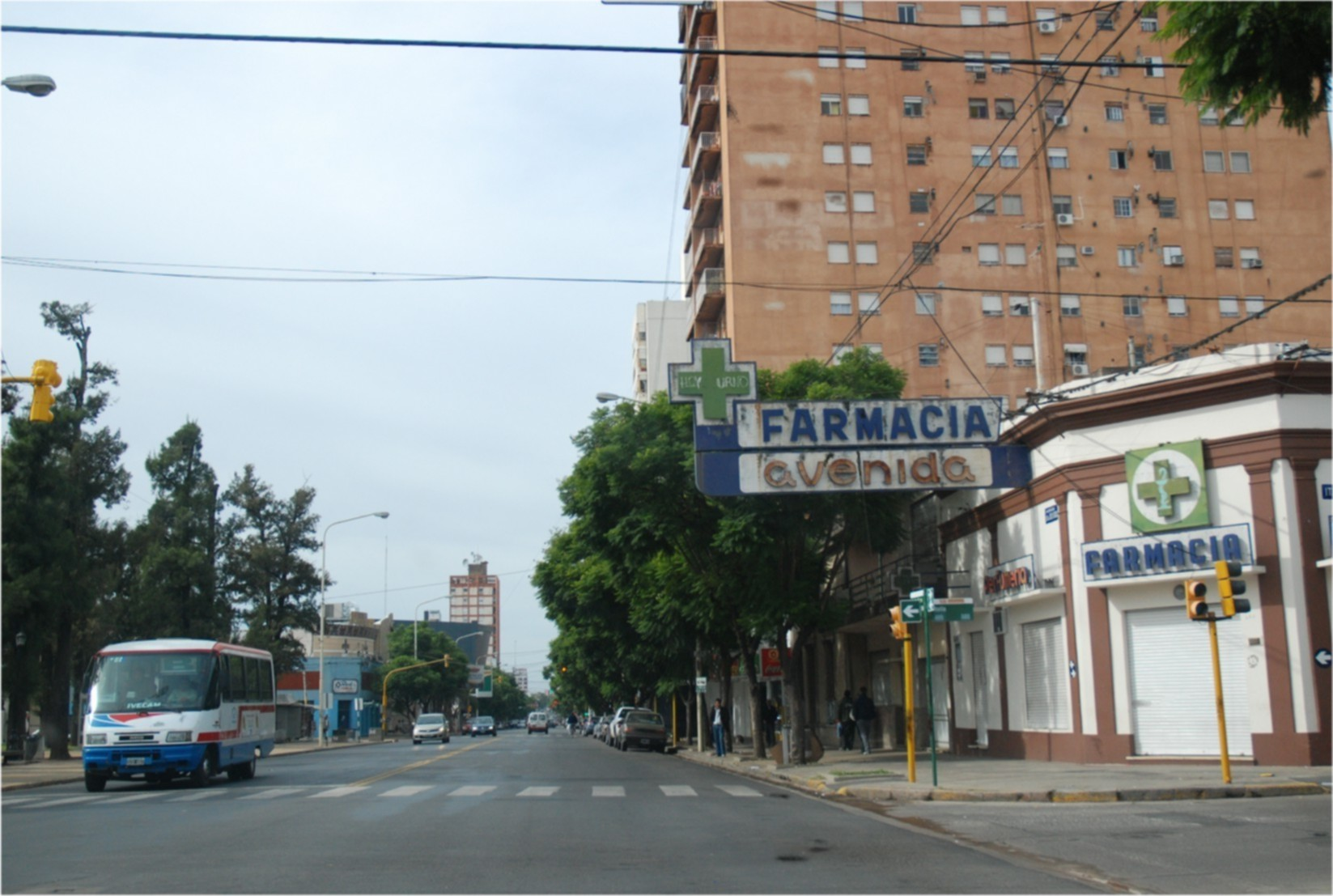
Avenida de Mayo e Italia.

## Seguridad
Según los datos aportados por la Procuración General de la Suprema Corte de Justicia, Pergamino es uno de los distritos que lideran las estadísticas de delitos en el interior de la provincia. Si bien la cantidad de delitos es baja a valores nominales, resulta elevada en proporción a la población, dado que el Departamento judicial de Pergamino posee menos de 130 000 habitantes, mientras las jurisdicciones vecinas de San Nicolás y Junín poseen 300 000 y 280 000, respectivamente. Comparativamente, en el departamento de Pergamino se registraron 3990 delitos en 2010, equivalentes a 30,7 delitos por cada 1000 habitantes, mientras en el de San Nicolás fueron 7262 (23,0) y en el de Junín 4186 (15,0).
Además, pese a la baja en la cantidad de delitos registrados en el territorio bonaerense, el departamento judicial de Pergamino es uno de los que sufrió un aumento, junto con los de La Plata y Mar del Plata.
Los hechos delictivos causan preocupación en la comunidad pergaminense. Se han realizado marchas de protesta debido a los reiterados casos, notándose un incremento tanto en la frecuencia como en la violencia de los hechos. Pergamino registró un promedio anual de 219,2 delitos por cada 10 000 habitantes en el período 2001-2005.
Desde 2006, la Municipalidad implementó el Sistema Alerta Pergamino para combatir el delito en el ejido urbano. Año a año esta situación se fue incrementando hasta convertirse en una zona roja, presuntamente con zona liberada por parte de los policías pese a estar sus calles repletas de policía local, policía bonaerense y policía motorizada.

## Investigación

### INTA

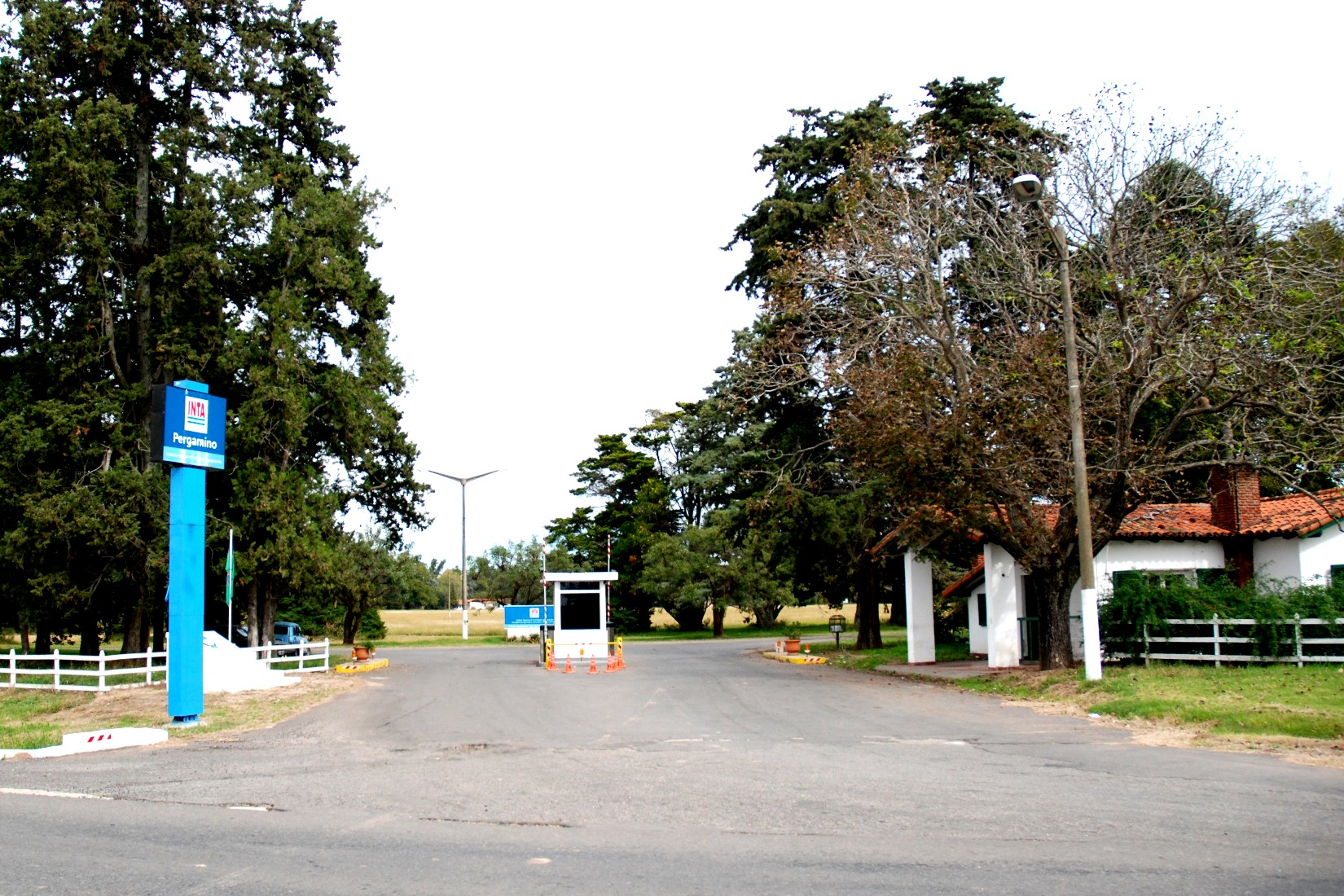
Entrada a la Estación Experimental Pergamino.

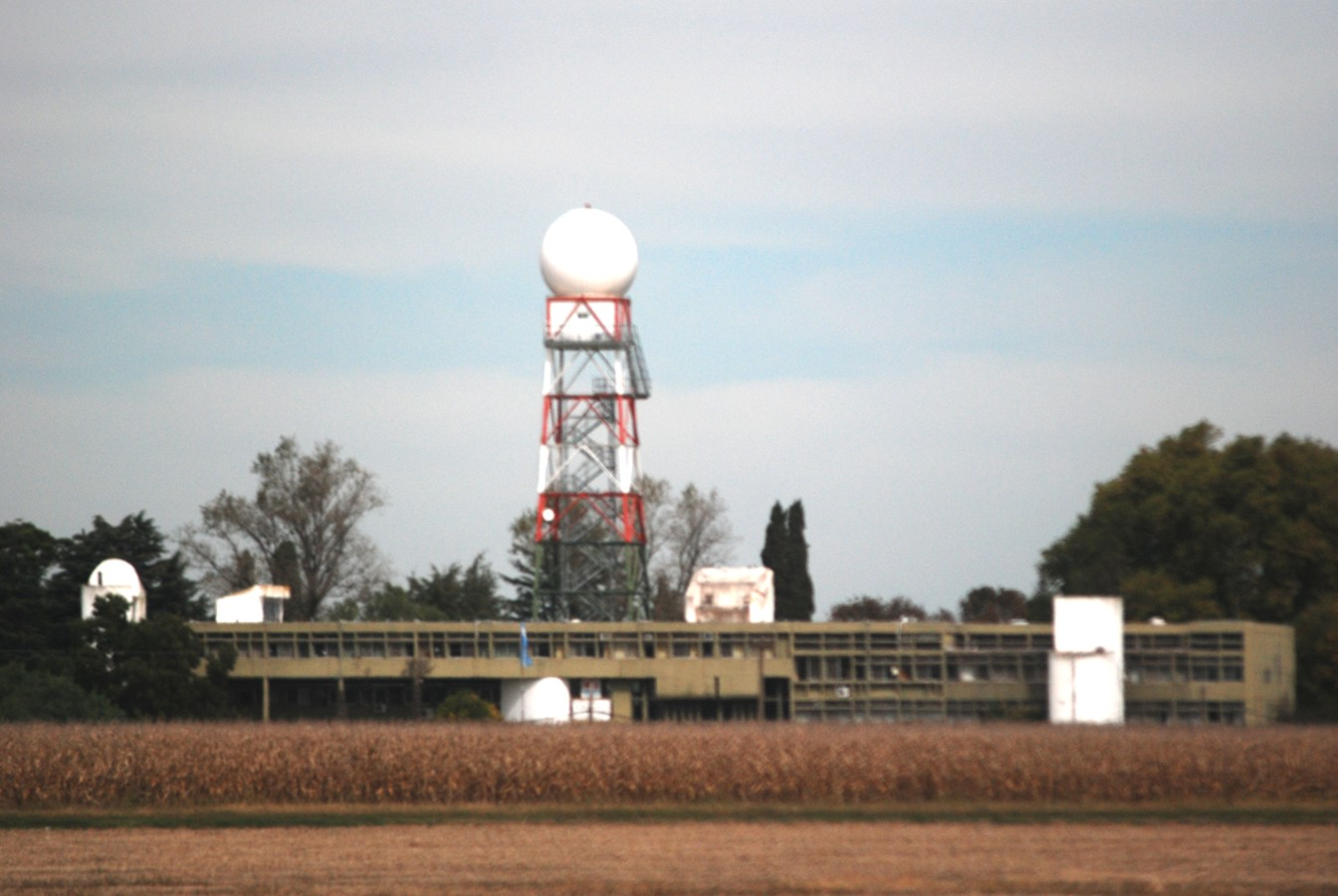
Radar meteorológico ubicado en la Estación Experimental Pergamino.

En Pergamino se encuentra la cabecera del Centro Regional Buenos Aires Norte del Instituto Nacional de Tecnología Agropecuaria (INTA), con un área de influencia de 44 partidos de la región. Su territorio abarca la mitad norte-noroeste de la provincia de Buenos Aires, donde existen cinco estaciones experimentales, una de ellas también ubicada en Pergamino: la Estación Experimental Agropecuaria de Pergamino “Ingeniero Agrónomo Walter Kugler”. 
La EEA Pergamino es considerada como una de las unidades de referencia en recursos genéticos y biotecnología, gestión ambiental, agroclimatología y agroindustria de Argentina.[cita requerida] Pergamino tiene reconocido su carácter de pionera tanto en la creación de nuevas variedades e híbridos, como en la producción, la clasificación y distribución comercial de semillas, particularmente de cereales, oleaginosas y especies forrajeras.[cita requerida] Desde 1925 con la producción de la primera variedad de trigo en la Chacra Experimental (hoy INTA) hasta la fecha en donde más del 60 % de las variedades forrajeras utilizadas en el país, son originadas en el Partido,[cita requerida] marcan un liderazgo en el sector, que ha llevado a denominar a Pergamino como la Capital Nacional de la Semilla.
Desde noviembre de 2005, en la Estación Experimental Agropecuaria Pergamino, opera un radar meteorológico de ancho sintético y Doppler, Gematronik Rainbow de origen alemán, a 5 km de la ciudad homónima; con un alcance operativo de 480 km. Opera las 24 h con vigilancia hecha a través del Servicio Meteorológico Nacional, en su sede principal en la ciudad de Buenos Aires.

### Instituto Maiztegui
En Pergamino se encuentra el Instituto Nacional de Enfermedades Virales Humanas "Dr. Julio I. Maiztegui" (INEVH), uno de los centros de la red de la Administración Nacional de Laboratorios e Institutos de Salud, dependiente del Ministerio de Salud de Argentina. Su histórico rol en el estudio de la fiebre hemorrágica argentina durante las décadas de 1960 y 1970, y sus trabajos sobre hantavirus, dengue, fiebre amarilla y otros arbovirus, lo han posicionado como centro nacional y regional de referencia en el diagnóstico de laboratorio en estas enfermedades.
Fue creado en 1978 como Instituto Nacional de Estudios sobre Virosis Hemorrágicas, con el objetivo de diseñar, organizar, implementar y coordinar las acciones tendientes al control y prevención de la fiebre hemorrágica argentina.
En 1985 fue designado como Centro Colaborador de la Organización Mundial de la Salud y la Organización Panamericana de la Salud en el campo de la fiebre hemorrágica argentina.
El nombre del instituto es un homenaje al Dr. Julio Isidro Maiztegui, uno de los profesionales más importantes en la historia de la entidad y en la lucha contra la fiebre hemorrágica.

## Sectores productivos
- Confección: fabricante de más de ocho marcas líderes nacionales e internacionales en telas livianas y pesadas.[cita requerida]
- Plásticos: fabricación de productos plásticos para limpieza industrial exportadas a EE. UU., y Canadá, y filmes en PVC de alta y baja densidad. Esta industria, cuya aparición en la ciudad es más reciente, aporta una cantidad importante de empleos directos e indirectos.

- Maderas: elaboración de muebles clásicos, de estilo y rústicos exportados a EE. UU., Canadá y dentro del Mercosur. Fábricas de muebles, si bien hay fábricas de todo tipo de muebles, una porción de esta industria se dedica específicamente a la producción de futones. Esta especialización cobra mayor sentido cuando se habla de fábricas de ataúdes: hoy funcionan 11 fábricas en este rubro. Como detalle se puede mencionar que el ataúd que fuera observado en el traslado de los restos del General Perón, fue fabricado en Pergamino.[cita requerida]
- Alimenticio: elaborador de alimentos agroindustriales basados en sus ventajas comparativas naturales. Fabricación de quesos mozarela, productos orgánicos a base de soja, helados y chacinados.
- Metalúrgica: industria conexa del agro. Maquinaria agrícola y tanques cisterna. Acompañando el desarrollo tecnológico que proponía el agro, la industria metalmecánica fue el sector que primero recogió el guante. Así los talleres Berini de 1891 dedicados a herrería de obra, terminaron creando la empresa Berini y Cía dedicados a la producción y venta de silos y maquinaria agrícola. En 1976 se presenta en Pergamino una máquina sembradora, construida y probada localmente, que proponía una revolución en las labores agrícolas: una sembradora de siembra directa. En este mismo sentido se presenta en el 2004 el primer tractor construido en la provincia de Buenos Aires[cita requerida]; el «Titanium».

Junto al crecimiento de la industria de la semilla, se desarrollaron empresas que fabrican clasificadoras, chimangos, cintas, embolsadoras, caladores neumáticos etc. Un rubro que no está asociado directamente al campo es la construcción de tanques cisternas que con dos empresas de primer nivel como Fangio y Milei que abastece una porción importante del mercado que transporta fluidos. En 1999 se instala en Pergamino una empresa, de origen español, que provee de cañería de aluminio para riego por aspersión al Mercosur, México, EE UU y Canadá.
- Biotecnología: elaboración y desarrollo de productos de alta tecnología biológica orientadas al mejoramiento del agro. Exportadores de EE. UU. y Mercosur. Pergamino es una de las sedes importantes empresas de desarrollo de biotecnología y genética orientada al agro: Rizobacter, Monsanto y Pioneer.
- Lácteos: basados en la cuenca lechera en expansión, posee una industria láctea en constante crecimiento[cita requerida] con producción de leche fluida, quesos blandos y duros.
- Avícola: producción avícola principalmente en el rubro huevos, con una producción cercana al millón diarios.[cita requerida]
- Agropecuario: constituido por productores agropecuarios. Acopio de cereales con una capacidad de almacenaje superior a las 800 000 toneladas.[cita requerida]  Al no haber industrias que los procesen en el partido, conlleva una operación logística importante pues debe trabajarse con stock 0. Producción de semillas.
- Turismo: el sector se encuentra en proceso de formación basado en el turismo de eventos, especialmente los vinculados al agro.[cita requerida]

## Clima y otros datos
El clima de Pergamino es pampeano templado, la temperatura media en invierno es de 9,9 °C, la media en verano es de 30,5 y la media anual es de 20 °C. Los vientos de dirección noroeste son de 12 km/h. La humedad relativa del ambiente es de 78 %. La precipitación media anual es de 946 mm, llegando en períodos de sequía a 697 mm y en los de humedad a 1297 mm. Los meses más secos se producen en el invierno y los más lluviosos entre febrero y marzo. El número medio de días con heladas es de 24,5; siendo la fecha media de la primera helada el 21 de mayo y de la última el 9 de septiembre.
El agua resulta potable en toda la zona, pero con la baja presencia natural de arsénico; encontrándose las primeras napas a 10 a 12 m de profundidad.
| Parámetros climáticos promedio de Pergamino (1961–1990, extremas 1970–2014)                                                                      | Parámetros climáticos promedio de Pergamino (1961–1990, extremas 1970–2014) | Parámetros climáticos promedio de Pergamino (1961–1990, extremas 1970–2014) | Parámetros climáticos promedio de Pergamino (1961–1990, extremas 1970–2014) | Parámetros climáticos promedio de Pergamino (1961–1990, extremas 1970–2014) | Parámetros climáticos promedio de Pergamino (1961–1990, extremas 1970–2014) | Parámetros climáticos promedio de Pergamino (1961–1990, extremas 1970–2014) | Parámetros climáticos promedio de Pergamino (1961–1990, extremas 1970–2014) | Parámetros climáticos promedio de Pergamino (1961–1990, extremas 1970–2014) | Parámetros climáticos promedio de Pergamino (1961–1990, extremas 1970–2014) | Parámetros climáticos promedio de Pergamino (1961–1990, extremas 1970–2014) | Parámetros climáticos promedio de Pergamino (1961–1990, extremas 1970–2014) | Parámetros climáticos promedio de Pergamino (1961–1990, extremas 1970–2014) | Parámetros climáticos promedio de Pergamino (1961–1990, extremas 1970–2014) |
| Mes | Ene.                                                                        | Feb.                                                                        | Mar.                                                                        | Abr.                                                                        | May.                                                                        | Jun.                                                                        | Jul.                                                                        | Ago.                                                                        | Sep.                                                                        | Oct.                                                                        | Nov.                                                                        | Dic.                                                                        | Anual                                                                       |
| --- | --------------------------------------------------------------------------- | --------------------------------------------------------------------------- | --------------------------------------------------------------------------- | --------------------------------------------------------------------------- | --------------------------------------------------------------------------- | --------------------------------------------------------------------------- | --------------------------------------------------------------------------- | --------------------------------------------------------------------------- | --------------------------------------------------------------------------- | --------------------------------------------------------------------------- | --------------------------------------------------------------------------- | --------------------------------------------------------------------------- | --------------------------------------------------------------------------- |
| Temp. máx. abs. (°C) | 41.9                                                                        | 39.3                                                                        | 35.9                                                                        | 34.8                                                                        | 32.0                                                                        | 27.8                                                                        | 31.3                                                                        | 35.2                                                                        | 36.5                                                                        | 37.5                                                                        | 39.0                                                                        | 40.3                                                                        | 41.9                                                                        |
| Temp. máx. media (°C) | 30.5                                                                        | 29.1                                                                        | 26.5                                                                        | 23.1                                                                        | 19.6                                                                        | 15.6                                                                        | 15.5                                                                        | 17.4                                                                        | 19.8                                                                        | 22.4                                                                        | 25.7                                                                        | 29.2                                                                        | 22.9                                                                        |
| Temp. media (°C) | 23.6                                                                        | 22.5                                                                        | 20.2                                                                        | 16.8                                                                        | 13.6                                                                        | 10.0                                                                        | 10.1                                                                        | 11.2                                                                        | 13.3                                                                        | 16.2                                                                        | 19.2                                                                        | 22.3                                                                        | 16.6                                                                        |
| Temp. mín. media (°C) | 16.7                                                                        | 16.0                                                                        | 14.0                                                                        | 10.6                                                                        | 7.6                                                                         | 4.4                                                                         | 4.8                                                                         | 5.1                                                                         | 6.8                                                                         | 10.0                                                                        | 12.8                                                                        | 15.5                                                                        | 10.4                                                                        |
| Temp. mín. abs. (°C) | 5.0                                                                         | 4.0                                                                         | 2.3                                                                         | -1.8                                                                        | -6.0                                                                        | -10.8                                                                       | -8.5                                                                        | -6.5                                                                        | -4.5                                                                        | -2.5                                                                        | 2.0                                                                         | 2.7                                                                         | -10.8                                                                       |
| Precipitación total (mm) | 113.9                                                                       | 128.2                                                                       | 142.8                                                                       | 71.8                                                                        | 47.0                                                                        | 30.8                                                                        | 40.7                                                                        | 39.3                                                                        | 58.1                                                                        | 120.1                                                                       | 95.7                                                                        | 93.2                                                                        | 993.8                                                                       |
| Días de precipitaciones (≥ 0.1 mm) | 8                                                                           | 8                                                                           | 8                                                                           | 6                                                                           | 6                                                                           | 5                                                                           | 5                                                                           | 5                                                                           | 5                                                                           | 9                                                                           | 8                                                                           | 8                                                                           | 81                                                                          |
| Horas de sol | 291.4                                                                       | 248.6                                                                       | 238.7                                                                       | 204.0                                                                       | 182.9                                                                       | 150.0                                                                       | 164.3                                                                       | 201.5                                                                       | 213.0                                                                       | 232.5                                                                       | 270.0                                                                       | 285.2                                                                       | 2682.1                                                                      |
| Humedad relativa (%) | 65                                                                          | 71                                                                          | 76                                                                          | 78                                                                          | 80                                                                          | 81                                                                          | 82                                                                          | 76                                                                          | 71                                                                          | 73                                                                          | 69                                                                          | 65                                                                          | 74                                                                          |
| Fuente n.º 1: NOAA, Oficina de Riesgo Agropecuario (extremas 1970–2014)                                                                          |                                                                             |                                                                             |                                                                             |                                                                             |                                                                             |                                                                             |                                                                             |                                                                             |                                                                             |                                                                             |                                                                             |                                                                             |                                                                             |
| Fuente n.º 2: Instituto Nacional de Tecnología Agropecuaria (horas de sol, 1967–2009), Servicio Meteorológico Nacional (días de precipitaciones) |                                                                             |                                                                             |                                                                             |                                                                             |                                                                             |                                                                             |                                                                             |                                                                             |                                                                             |                                                                             |                                                                             |                                                                             |                                                                             |

- Pergamino, la inundación y sus versiones
- Anexo:efemérides de la prov. de Bs. As. 1600-2008
- ESTUDIO DE CASO: PERGAMINO[18][13]
- Anexo:Efemérides climáticas de Pergamino, 1880-1995
- Los desastres no son tan naturales como parecen. Hilda Herzer

El Arroyo Pergamino

De 1913 a 2017, la ciudad de Pergamino ha padecido 92 inundaciones. De éstas, 40 se pueden considerar de impacto leve, 21 de impacto moderado, 27 de impacto alto y 4 de ellas (1939, 1984, 1995 y 2016) de impacto muy alto. También se registra un aumento del impacto de las inundaciones para una misma intensidad de lluvia a lo largo del período analizado. Puede afirmarse, de este modo, que la ciudad ha vivido recurrentemente bajo circunstancias extraordinarias. El 7 de abril de 1995 (30 años), con una cadencia de lluvias sobre Pergamino y sus alrededores inferior a 110 mm/h durante unas 4 h, un tercio de la ciudad quedó bajo un manto de agua de hasta 4 m de profundidad. El saldo fue de al menos 5 muertos, 20 heridos, 3000 evacuados y 4000 autoevacuados. Se registraron pérdidas millonarias (viviendas, infraestructura, autos, calles, comercios y bienes). 
El trabajo conjunto entre la Comisión de Apoyo del Parque Municipal y del Paseo Ribereño González Gattone, el Ejecutivo local y la Dirección de Hidráulica de la Provincia de Buenos Aires ha logrado cumplir con objetivos parciales de dragado del Arroyo Pergamino en su sector central, siendo necesario complementarlo con obras para una solución de largo plazo, incluyendo el arroyo Chu-Chu.  En el trabajo se identifican dos alternativas factibles para solución definitiva de este problema. La "Alternativa Regulada" consta de un embalse a 3,5 km aguas arriba de la ciudad, previo a la unión con el arroyo "El Botija": su principal ventaja es la posibilidad de seguir regulando para caudales de diseño superiores a los previstos (para 100 años de recurrencia) y una menor complejidad de mantenimiento. La "Alternativa No Regulada" consta de diez estaciones de bombeo distribuidas entre Bv. Florencio Sámchez y Ricardo Guiraldez, cuatro en el margen derecho y seis en el izquierdo, con un total de 40 bombas para un caudal compuesto de 64,4 m³/s . Desde los puntos de vista del impacto ambiental, económico, de robustez y confiabilidad, se concluye en la conveniencia de la "Alternativa Regulada".

## Enseñanza superior

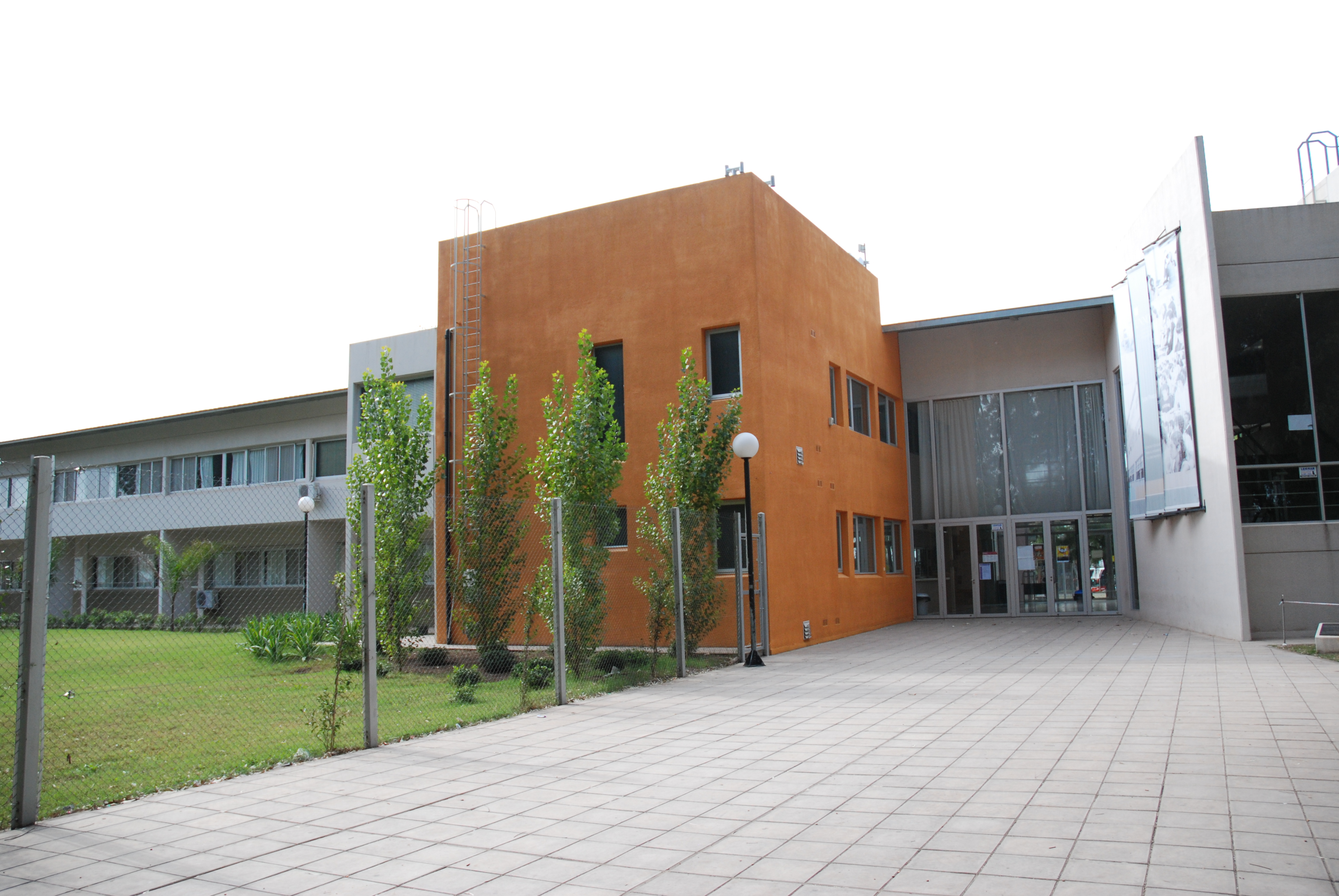
Sede Pergamino de la Universidad Nacional del Noroeste de la Provincia de Buenos Aires (UNNOBA).

La primera institución de educación terciaria fue el Instituto Superior de Formación Docente N.º. 5, creado en 1949 por la Ley 5538.749, Decreto 26555/49, como Instituto Superior de Pedagogía, y que fue incorporando posteriormente nuevas especialidades. Luego se ampliaría la oferta de profesorados con la creación del Instituto Superior de Formación Docente N.º. 122.
Por otra parte, los antecedentes de enseñanza universitaria en la ciudad comenzaron en 1968, cuando por iniciativa de Monseñor Derisi se crea el Centro Regional Pergamino de la Universidad Católica Argentina, contando, en 2010, con más de 500 egresados mayormente de Ciencias Económicas y Administración.
En 1991 se creó el Centro Regional Universitario de Pergamino (CRUP), incorporando carreras de diferentes universidades nacionales en un ámbito gestado por la Municipalidad de Pergamino. 
La ley 25.824 del 19 de noviembre de 2003 habilitó en Pergamino una sede de la Universidad Nacional del Noroeste de la Provincia de Buenos Aires (UNNOBA), creada un año antes por el decreto 2617 del 16 de diciembre de 2002 con sede central y rectorado en Junín. La universidad realizó un convenio con el Instituto Nacional de Tecnología Agropecuaria (INTA) para la utilización de sus instalaciones en Pergamino.

## Transporte
- Ver Anexo:Líneas de colectivos de la ciudad de Pergamino

| Línea                | Empresa propietaria            | Cabeceras                               | Año de creación de la línea | Cantidad de vehículos |
| -------------------- | ------------------------------ | --------------------------------------- | --------------------------- | --------------------- |
| Línea A (Urbano)     | La Nueva Perla S.R.L           | Barrio 512 - Barrio Malvinas            | 2002                        | 4                     |
| Línea B (Urbano)     | La Nueva Perla S.R.L           | Terminal de Ómnibus - Barrio Scalabrini | 2002                        | 4                     |
| LNP Ramal C (Urbano) | La Nueva Perla S.R.L           | Terminal de Ómnibus - Villa Alicia      | 2002                        | 4                     |
| LNP Ramal D (Urbano) | La Nueva Perla S.R.L           | Barrio Kennedy - Barrio Ameghino        | 2002                        | 4                     |
| LNP Ramal E (Urbano) | La Nueva Perla S.R.L           |                                         | 2002                        | 2                     |
| 230                  | Empresa Vercelli Hermanos S.A. | Terminal de Ómnibus - San Nicolás       |                             |                       |
| 227                  | Empresa Vercelli Hermanos S.A. | Terminal de Ómnibus - Conesa            |                             |                       |
| 330                  | Jorge Alberto Caso S.A.        | Terminal de Ómnibus - Salto             |                             |                       |
| Interurbano          | La Nueva Perla S.R.L           | Terminal de Ómnibus - El Socorro.       | 2002                        |                       |
| Interurbano          | Empresa El Acuerdo             | Terminal de Ómnibus - Colón.            |                             |                       |
| Interurbano          | La Perla Buses                 | Terminal de Ómnibus - Salto.            |                             |                       |
| Interurbano          | 13 DE NOVIEMBRE                | Terminal de Ómnibus - Arrecifes.        |                             |                       |

## Distancias

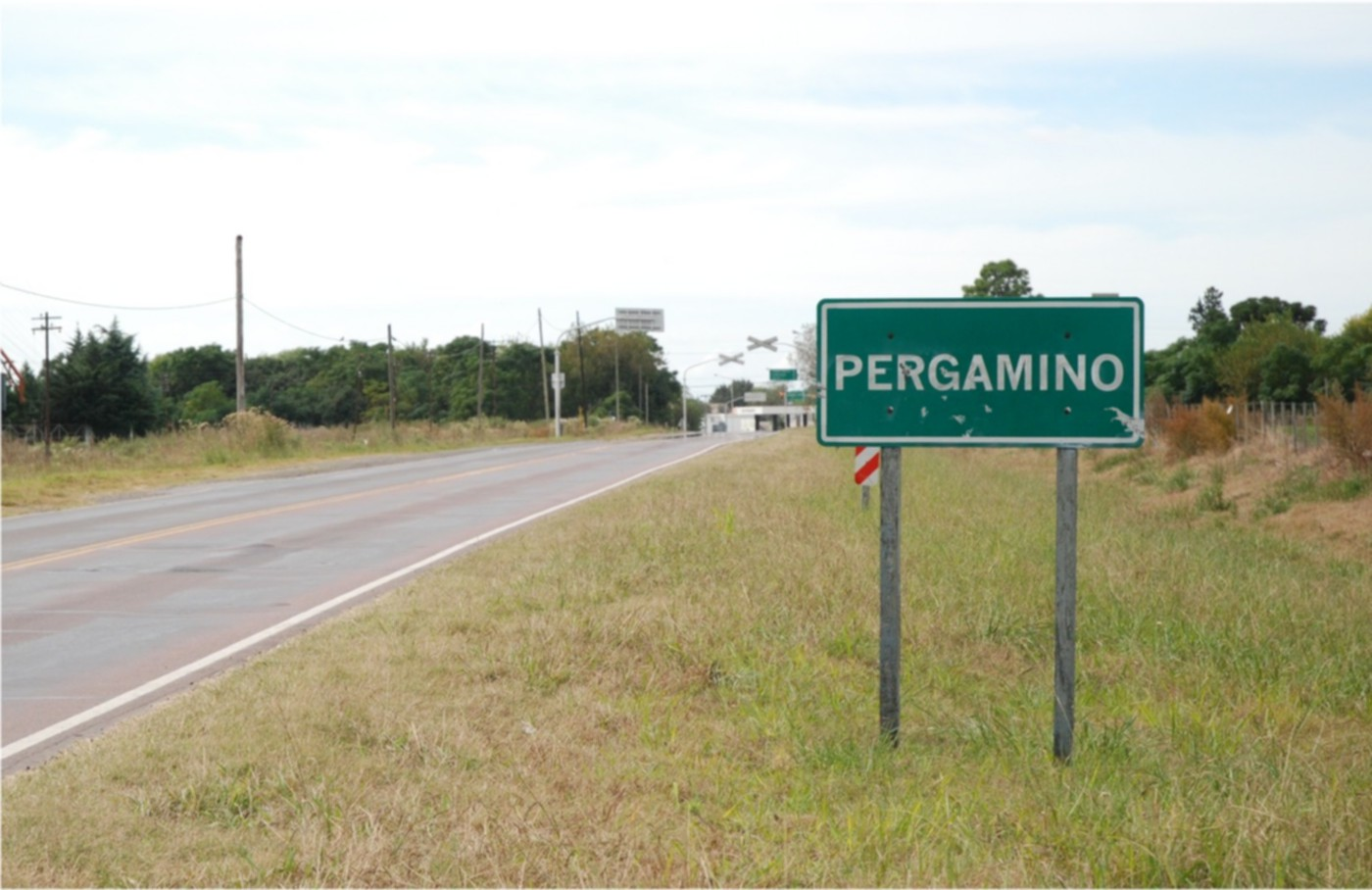
Acceso a Pergamino, RN 188.

- Alcorta: 71 km
- Arrecifes: 48 km
- Asunción (Paraguay): 1054 km
- Bigand: 86 km
- Buenos Aires: 223 km
- Chivilcoy: 151 km
- Colón: 50 km
- Córdoba: 507 km
- Junín: 90 km
- La Plata: 274 km
- Mar del Plata: 610 km
- Mendoza: 860 km
- Montevideo (Uruguay): 690 km
- Peyrano: 45 km
- Porto Alegre (Brasil): 1280 km
- Resistencia: 800 km
- Rojas: 36 km
- Rosario: 113 km
- Salto: 60 km
- San Nicolás de los Arroyos: 73 km
- Santa Fe: 273 km
- Venado Tuerto: 145 km
- Villa Mercedes: 517km
- Villa Constitución: 90 km

- Wheelwright: 70 km

## Deportes

### Fútbol
El Club Atlético Douglas Haig fundado el 18 de noviembre de 1918 por trabajadores ferroviarios, es la entidad deportiva más popular de la ciudad. Se trata del club con más títulos de la Liga de fútbol de Pergamino y el único club de la ciudad en llegar al profesionalismo en el año 1986 tras coronarse campeón de la provincia, lo que lo llevó a afrontar 13 temporadas consecutivas del torneo Primera B Nacional hasta descender en el año 1999. Desde la temporada 1999/00 hasta la 2006/07 se desempeñó en el Torneo Argentino A, año en que fue relegado al Torneo Argentino B correspondiente a la cuarta división de la Asociación del Fútbol Argentino. Tras una gran seguidilla en el 2010 ascendió y retornó al Torneo Argentino A y en el 2012 logró el regreso a la Primera B Nacional. Su estadio es el "Miguel Morales" que cuenta con una capacidad de 16 000 personas.
El Club Atlético Juventud, fundado el 13 de julio de 1946 (79 años), es el segundo cuadro de la ciudad en lo que a logros deportivos y convocatoria de público se refiere. Cuenta en su haber con múltiples títulos a nivel local y nacional en fútbol, básquet, vóley y bochas, siendo el más destacado el ascenso conseguido al Torneo Argentino A el 17 de julio de 2005 en la localidad de Arroyo Seco, habiéndose consagrado previamente campeón del torneo apertura del campeonato Argentino B. Su apodo es el "Club de la Rivera", ya que su sede se encuentra a la vera del arroyo Pergamino, en reiteradas ocasiones su estadio de básquet quedó bajo el agua, pero siempre fue reconstruido. En octubre de 2009 inauguró su nuevo estadio, llamado "Ingeniero Carlos Raúl Grondona", con capacidad para 8.000 personas y arquitectura de última generación, el cual cuenta con amplias cabinas de transmisión, sala de prensa, grupo electrógeno, palco presidencial, ascensor, acceso con rampa y un salón de eventos para 400 personas con espacio exterior, enclavado en un predio de casi diez hectáreas dedicado en su totalidad al fútbol, la disciplina más importante de la institución.

### Básquet
La Asociación Pergaminense de Básquet fue fundada en 1932, teniendo actualmente participación de equipos de Pergamino, Rojas, Colón y Arrecifes. 
El Club Gimnasia y Esgrima de Pergamino cuenta con 7 participaciones en la Liga Nacional de Básquet, siendo su mejor campaña la del año 1989 cuando alcanzó el tercer puesto. 
El básquet adaptado para ciegos, incluyendo el tablero, la pelota, la cancha y la reglamentación para su juego, es una creación del exbaloncestista pergaminense Ricardo Jesús Molinari.
El 27 de septiembre de 2011 fue inaugurada en esta ciudad la primera cancha desmontable de básquet para ciegos del mundo, por representantes del Ministerio de Desarrollo Social de la Nación, autoridades locales, entrenadores de esa disciplina y jugadores no videntes de este deporte. La cancha lleva el nombre de Profesor Basilio González, en homenaje al expresidente del Club Comunicaciones de Pergamino (fallecido en el año 2016), donde se realizó su inauguración en el marco del Primer Encuentro Nacional de Básquet para Ciegos, del que participaron delegaciones procedentes de Córdoba, Santa Fe, Tucumán, Entre Ríos, Buenos Aires, Neuquén y Jujuy.

## Parroquias de la Iglesia católica en Pergamino
| Diócesis   | San Nicolás de los Arroyos |
| ---------- | --- |
| Parroquias | Nuestra Señora del Rosario de San Nicolás y San Carlos Borromeo, Nuestra Señora de Fátima, Nuestra Señora de la Merced, Nuestra Señora de Lourdes, Nuestra Señora de Luján, Nuestra Señora del Carmen, San Antonio de Padua, San Cayetano, San Roque, San Vicente de Paul, Santa Julia. |